# Louis Dubois (homme politique, 1910-1970)
Pour les articles homonymes, voir Louis Dubois et Dubois.
Louis Dubois, né le 23 juillet 1910 à Châtillon-en-Bazois (Nièvre) et mort le 4 février 1970 à Châtillon-en-Bazois (Nièvre), est un homme politique français.

## Biographie
Issue d'une famille commerçante, Louis Dubois s'installe comme médecin à Nevers en 1936, après ses études faites à Paris. Mobilisé en 1939 comme médecin-lieutenant, il est rappelé en 1944. Son action pendant la guerre lui vaut plus tard la Croix de Guerre et la Légion d'honneur.
En 1947, il est élu maire-adjoint de Châtillon-en-Bazois, puis en 1951, conseiller général de la Nièvre, dans le canton de  Châtillon-en-Bazois. Deux ans plus tard, il devient maire de la commune.
Considéré comme « radical indépendant », il devient un des proches collaborateurs nivernais de François Mitterrand, et figure en troisième position sur la liste que celui-ci conduit aux législatives de 1956, ce qui ne lui permet pas d'être élu.
Après la mort du député Léon Dagain, en janvier 1958, Dubois se porte candidat à la législative partielle organisée dans la Nièvre, sous l'étiquette du « Rassemblement démocratique nivernais », organisation locale proche de l'UDSR. Cette élection est considérée comme un test national, et François Mitterrand s'y engage fortement. Après une campagne violemment anticommuniste au second tour, et grâce au désistement du candidat SFIO en sa faveur, il est élu député, mais ne siège que brièvement, l'assemblée étant suspendue en juin.
Président du bureau politique de l'UDSR de la Nièvre, il réélu conseiller général en avril 1958, puis est candidat suppléant de François Mitterrand aux législatives de novembre 1958 et en 1962.
Réélu conseiller général en 1964, il est cependant diminué par la maladie et meurt avant la fin de son mandat, à l'âge de 59 ans.

## Détail des fonctions et des mandats
Mandat parlementaire
- 16 mars 1958 - 8 décembre 1958 : Député de la Nièvre